# Ecnomus costalis
Ecnomus costalis är en nattsländeart som beskrevs av Martynov 1935. Ecnomus costalis ingår i släktet Ecnomus och familjen trattnattsländor. Inga underarter finns listade i Catalogue of Life.